# Світло інших днів
«Світло інших днів» (англ. The Light of Other Days) — науково-фантастичний роман Артура Кларка та Стівена Бекстера, написаний в 2000 році.
Роман описує наслідки винаходу «червокамери» — пристрою, що дозволяє спостерігати будь-яке місце й час. Світ, у якому більше не існує таємниць, постає перед загрозою колапсу суспільства.

## Сюжет

### I. Акваріум з золотими рибками
2033 рік. До Землі наближається астероїд Полин (англ. Wormwood) 400 км в діаметрі, який впаде в Тихий океан 27 травня 2534 року. У землян немає технології для відвернення такого великого космічного тіла і не передбачається її винайдення у залишений до зіткнення час. Багато країн борються із екологічними проблемами. Англія через це стала штатом США.
Хайрем Патерсон — власник науково-технічної та медіа-корпорації «Наш світ» (розміщеної у Сієтлі на місці колишнього кампусу Microsoft) створив технологію передачі даних без часових затримок гамма-променями через червоточини у вакуумі, які стабілізувалися двигунами Казимира. Він запросив попрацювати на себе свого сина від першого шлюбу — Давида, видатного європейського фізика. Хайрем не бачив його з часу розлучення з його матір'ю, але підлаштував отримання Давидом блискучої математичної освіти. Давидове завдання — збільшити червоточину до розміру, здатного передавати світлові промені, та ще й без використання обладнання на протилежному кінці червоточини. Це уможливило б візуальне спостереження за довільно вибраним місцем.
Журналістку Кейт Манцоні цікавить можливе застосування Хайремом цієї технології. Вона зав'язує стосунки із Боббі — молодшим сином Хайрема, плейбоєм та керівником проєкту віртуальної реальності «Око розуму» у «Нашому світі».
Після розробки Давидом пристрою — червокамери (англ. WormCam), Боббі та Кейт проникають в його лабораторію, щоб використати її для шпигуванням за проповідником-аферистом для журналістського розслідування Кейт.
Під час інтиму Кейт виявляє у Боббі нейроімплант, який встановим Хайрем, щоб пригнічувати його волю та почуття закоханості.
Хайрем застає їх на місці злочину, але Боббі вмовляє його надати Кейт роботу для їх обопільної вигоди.
Медіаімперія Хайрема переживає бум папараці-сюжетів, знятих новими камерами. Вони висвітлюють життя російської цариці Ірини, генсека ООН — Джері Галлівелл та ін.
Через використання в новинах інформації із приватної бесіди президента США, агент ФБР Майкл Мейвенс починає підозрювати Хайрема, а потім Кейт розповідає йому секрет Хайрема, щоб позбавити того монополії на небезпечну технологію.
Червокамери починають використовуватись у всіх органах державної влади США: для розвідки, слідства, важливих урядових досліджень, в іміграційній та податковій службах, для рятувально-пошукових операцій.
Їх вдосконалили для передачі інфрачервоного випромінювання і передачі звуку та обладнали системами супроводу об'єкта спостереження по електромагнітному сліду.

### II. Очі Бога
Кейт таки умовила Боббі відключити нейроімплант. Хайрем, щоб позбутись впливу Кейт на Боббі, підставляє і звинувачує її у викраденні за допомогою червокамери патентів IBM на синестезію. Кейт засуджують після внесення змін в законодавство, що дозволяє використовувати докази зібрані червокамерою.
Давид працює над збільшенням довжини червоточин до декількох світлових хвилин. Це дає можливість спостерігати за космічними тілами Сонячної системи та здійснювати недалекі подорожі у часі.
У конкурентів теж з'являється червокамера. Всі починають підглядати за всіма. І шпигуючи за Хайремом знаходять Хетер — матір Боббі а також його зведену сестру Мері. Боббі зустрічається з ними. Хетер пригнічена через підвищену увагу журналістів із всевидячими червокамерами, а також вона нещодавно втратила сина та чоловіка.
Боббі приводить Мері на екскурсію в лабораторію Давида, де вона викрадає схеми портативної моделі червокамери, що діє на принципі стиснутого вакууму.
Хайрем за допомогою червокамери та технологій віртуальної реальності компаній Боїнг та Дісней виводить Давида на прогулянку по планеті системи Проксими Центавра.
Після цього той вирішує займатись прикладним застосуванням червокамер, які вже фактично замінили інші види дослідження космосу.
Для громадян США відкрили доступ до червокамер через інтернет. Хетер червокамерою знімає реаліті-шоу про війну за воду в Узбекистані.
Червокамери змінюють війну та її сприйняття: вони заміняють військову розвідку, виявляють безліч порушеннь прав людини військовими і викривають урядову пропаганду.
Загони правдошукачів починають викривати злочини поліції та корупціонерів.
Інтерес до підглядування за сусідами та владою підштовхує промисловість червокамер, як колись порнографія розвинула інтернет.
Суспільство починає цікавитись історичними фактами за допомогою спостереження за минулим, і отримує шок від насильства і розвіювання міфів. Слідчі знаходять докази невинуватості страчених за вироком суду осіб. Країнам приходиться знову вибачатись за скоєні в минулому геноциди.
Червокамера остаточно розв'язує загадки історії: велика теорема Ферма, Мона Ліза, Етці.
А прем'єрні виконання творів класики виявляються жахливими.
Давид занепокоюється поведінкою Мері, яка після його невдалої виховної бесіди втікає з дому. Мері постійно передивлялась сцену загибелі свого брата очима свого батька і звинувачувала його в тому, що він не зміг врятувати брата. Батько це відчував і коли дізнався про створення червокамер, то скоїв самогубство.
Давид починає розуміти, що важливіше розібратись зі своїм життям, ніж підглядати за життям інших.
Щоб подолати кризу віри, він вирішує укласти нову фактичну біографію Христа. І хоча Ісус виявляється лише позашлюбною дитиною римського легіонера, він сповідував високі моральні цінності, був високоосвіченим та сильним оратором.
І здійснивши віртуальну подорож разом з Христом в його останні дні, Давид укріплюється в своїй вірі.
Кейт засуджують до нейроперепрограмування, але Мері допомагає їй та Боббі втекти і переховуватись від червокамер за допомогою нового винаходу Хайрема, плаща-невидимки (англ. SmartShroud).

### III. Світло інших днів
Минуло 10 років. Компактні червокамери надійшли в продаж. Від дій правозахисників впали останні диктатури.
Молоде покоління не розуміє поняття приватності життя. Одяг відмирає через незручність. Змінюються етичні норми, публічний секс стає нормою.
Червокамери разом із «Оком розуму» використовуються для туризму в часі. Людство без майбутнього, якому все ще загрожує астероїд, починає насолоджуватися своїм минулим. Деякі люди, такі як Хетер, сильно залежні від споглядання минулого, вживлюють червокамери в сітківку і фактично живуть у минулому.
Червокамери тепер можуть відслідковувати комп'ютерні мережі минулого, це доводить невинність Кейт.
Агент Мейвенс просить Давида розробити метод відслідковування клітин із ДНК через червокамеру для дослідження поширення епідемій, тощо.
Відслідковуючи Боббі, Давид виявляє, що той є клоном Хайрема.
Боббі, Кейт та Мері переховуються серед людей, що уникають червокамер під плащами-невидимками і спілкуються дотиками пальців до долоні.
У Мері вживлений нейроімплант з червокамерою з можливістю бачити і відчувати те, що бачить і відчуває інша людина. Так із загонів правдошукачів виросли комуни із об'єднаними свідомостями. Такі люди могли відокремлювати шари свідомості (з навичками чи спогадами), щоб поділитись ними або просто зберегти їх у інших людей приватно, без можливості використання ними. Таким чином, після смерті мозку свідомість не вмирала. Вони назвали себе Єдині.
Давид запрошує Мері на віртуальну прогулянку у Потрійну туманність. Він показує, що на тисячі світлових років немає ніякого розумного життя і, що червокамера дає нашій цивілізації унікальний шанс для розвитку науки, тому потрібно знайти спосіб врятувати людство. Єдині починають обдумувати шляхи порятунку від Полину.
Хайрем за допомогою нового методу слідкування схопив Кейт та Боббі.
Він умовляє Боббі продовжити його справу і стати спадкоємцем, інакше він зітре свідомість Боббі і скопіює в його тіло свою. Він це може здійснити, оскільки це він розробив технологію Єдиних.
Хайрем описує Боббі як вони розбагатіють на доставці теплової енергії із ядра Землі через великі червоточини, але тут його вбиває один із охоронців, що втратив близьких через викриття їх злочинів червокамерами.
2082 рік. Кейт померла від старості. Давид і Боббі одні із останніх не Єдиних людей. А в Єдиних почали народжуватись діти одразу з червокамерами в тілі. Єдині прискорюють науковий прогрес і покращують екологію Землі: відновлюють озоновий шар, штучними коралами зв'язують зайвий вуглець з атмосфери.
Давид, слідкуючи за фрагментом ДНК, прокручує час назад і передивляється свій рід по материнській лінії через всі історичні епохи аж до найдавніших часів: Homo erectus, Homo habilis, мавпа, рептилія, ящірка, амфібія, риба, черв, аж до одноклітинних.
Під час перегляду він бачить які космічні катаклізми призводили до змін чи вимирання інших видів. Як життя декілька разів від багатоклітинного знову відкочувалося до одноклітинного рівня. Як бактерії втратили хлорофіл і стали термофілами.
Бачить руйнівні для всього живого наслідки удару об Землю астероїда більшого за Полин — того, що утворив Місяць.
І прокрутивши час до початку удару, бачить свого пра-пра-предка в пластиковому контейнері, який кладе в безпечне місце розумна істота, подібна на трилобіта. Ці істоти розвинулись до цивілізованого життя і допомогли його предку, тому що знали, що в його виду є шанс пережити катаклізм.
І людям перед загрозою Полину теж потрібно вчинити подібним чином.

### Епілог
Минуло ще 60 років. Мері воскрешає Боббі. Вони перебувають на орбітальній башті чи кільцевій станції. Полин давно відштовхнули від Землі.
Єдині навчились відновлювати тіло за ДНК і зчитувати свідомість в будь-який момент життя людини. Свідомість завантажували в когось із Єдиних і потім поєднували нове тіло зі свідомістю.
Люди заселили Марс, супутники зовнішніх планет, відправили поселенців до зір. Ведуть експерименти з пересадки людської свідомості у квантову піну. І збираються воскресити всіх людей від самого зародження виду, щоб виправити всю історичну жорстокість.